# Prästrock

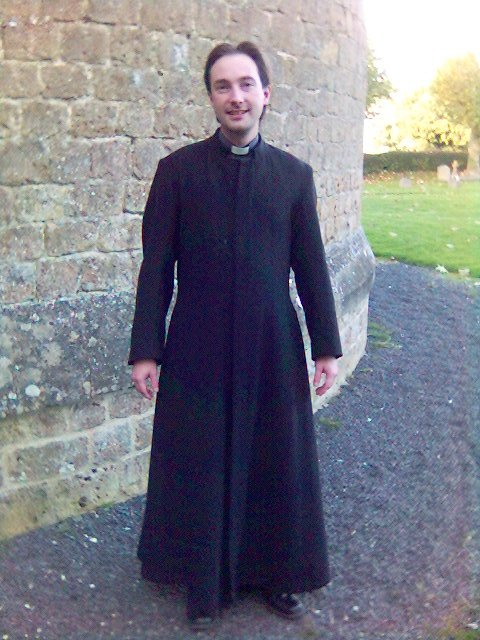
En anglikansk präst

Prästrock, även kallad kaftan, talár eller sután (soutan), är det vida, fotsida, vanligtvis svarta plagg som utgör de kristna diakonernas, prästernas och biskoparnas ämbetsdräkt.

## Utformning
Utformningen varierar starkt mellan olika traditioner även om grundmodellen alltid är den samma. I latinsk rit i den romersk-katolska kyrkan knäpps de fram med enkel knapprad; i de ortodoxa kyrkorna och grekisk-katolska bärs både en över- och en underprästrock. Inom anglikanska kyrkan används både katolsk stil och inhemska modeller. De ovannämnda modellerna är alltid fotsida, vilket även är fallet i Danska folkkyrkan, men inte i Svenska kyrkan där de istället oftast är knälånga.

## Krage
Till prästrocken hör i västerlandet vanligtvis en vit krage, vars utformning kan se mycket olika ut. Den så kallade romerska kragen är en vit rundkrage som framtill är synlig i sin helhet då kaftanens krage vid knäppningen är kvadratiskt utskuren.
I Svenska kyrkan bars tidigare en vit, upprättstående stärkkrage, men numera förekommer olika kragmodeller. En elva är en prästkrage med två smala, vid kragen eller kragknappen fästade, band av vitt linne; banden hänger framtill ut genom utskärningen i kaftanens krage, som i Svenska kyrkan är rektangulär.

## Romerskt ursprung
Kaftanens ursprung skall sökas i den romerska tunikan vilken bars under togan. Längden varierade (efter status i samhället) från fotsid till knälång men färgen var vanlig vit eller beige. Svart förekom vid speciella tillfällen men inte till vardags. Den katolska prästrocken stiliserades dock inte förrän på 1700-talet.

## Sverige
I Sverige var prästrocken ursprungligen en vardagsdräkt och den under 1500- och 1600-talet brukade långa, vida kappan hade stora likheter med andra icke kyrkliga plagg, och blev orsak till en mängd förordningar för att hindra bruket av kappor som liknade prästernas. På 1700-talet blev prästkappan under inflytande från den franska abbékappan smal och släpliknande. Under 1700-talet blev prästrocken ett liturgiskt plagg, och påbjöds vid alla förrättningar då skrud inte bars. I början av 1800-talet blev rocken kortare.

## Biskopar
Biskopens kaftan kännetecknas i de flesta kristna kyrkor och samfund av lila eller violetta inslag. Katolska kyrkans kardinaler bär röd kaftan. Alltsedan Pius V (som var dominikan och hade vit ordensdräkt) bär påvarna vit kaftan men behåller röda inslag (röd prästhatt, röda skor, röd mozetta). Denna definition gäller dock bara sekularprästerna då ordnarna har egna färger vilka dock aldrig använder sig av färger såsom violett eller röd. I Svenska kyrkan skiljer sig biskopens kaftan inte från prästernas. Biskoparna bär dock särskilda biskopskors i en kedja runt halsen utanpå kaftanen.

## Ämbetsdräkt
Prästrocken utgör prästens ordinarie ämbetsdräkt och skall således inte förväxlas med liturgisk klädsel som till exempel mässhaken eller alban. Dock skall tilläggas att såväl den romersk-katolska som den anglikanska kordräkten förutsätter kaftanen, utanpå vilken prästen ikläder sig röklinet. Samtliga sakrament utom mässan och prästvigningen förrättar den romersk-katolske prästmannen av latinsk rit iförd kordräkt och stola.

## Romersk-katolska kyrkan
I romersk-katolska kyrkan talar man företrädesvis om sutan (franska soutane) eller talar (latin för fotsida). I Svenska kyrkan talar man vanligtvis om kaftan.
|       |          |        |               |
| Påven | Kardinal | Biskop | Präst, diakon |